# 家族レッスン
『家族レッスン』（かぞくレッスン）は、テレビ朝日系列で2008年から2012年まで放送された3分間のミニドラマシリーズである。

## 概要
「家族」をテーマにした3分間のミニドラマである。出演者はオーディションにより選出（2010年度まで）。

## 出演

### 2009年度
第1話
- 芦田愛菜
- 多田実喜
- 大久保ともゆき

第5話
- 副島新五
- 佐伯恵
- 永田哲也

### 2010年度
第1話
- 木村風太
- 山下良

第2話
- 新田朋美
- 大川獅道
- 一木美貴子

第3話
- 中川浩三
- 川本摩美
- 稲実栞
- 大原光太郎
- 雅薇
- 大内丈資
- 武原広幸
- 戸田都康
- 十六針刃太郎
- 木内義一
- 市橋弘子
- 五十嵐一敏

第4話
- 山路梨瀬
- 須知雄二
- 荒田悠良
- 円藤さや

第5話
- 佐藤雅夫
- 稲垣稔
- 多希郁乃

### 2012年度
第1話
- 東風万智子

第2話
- 遠山景織子

第3話
- 相川結

第4話
- 安達祐実

第5話
- 小野真弓

## サブタイトル
最近、ちゃんと家族してますか？

### 2008年度
テーマは、「彼らが創る　家族の絆」
| 各話  | 放送日       | サブタイトル | 脚本     |
| ----- | ------------ | ------------ | -------- |
| 第1話 | 2008年3月2日 | signal       | 田中真輝 |
| 第2話 | 2008年3月3日 | 父親カメラ   | 直川隆久 |
| 第3話 | 2008年3月4日 | 母の日記     | 古川雅之 |
| 第4話 | 2008年3月5日 | メンソール   | 佐藤朝子 |
| 第5話 | 2008年3月6日 | 焼肉のわけ   | 中治信博 |

### 2009年度
| 各話  | 放送日       | サブタイトル     | 脚本       |
| ----- | ------------ | ---------------- | ---------- |
| 第1話 | 2009年3月3日 | だいぼーけんまま | 奥井かおり |
| 第2話 | 2009年3月4日 | famiiia          | 田中真輝   |
| 第3話 | 2009年3月5日 | 僕の記録         | 中治信博   |
| 第4話 | 2009年3月6日 | 匂いの記憶       | 鈴木契     |
| 第5話 | 2009年3月7日 | 彼を待ちながら   | 直川隆久   |

### 2010年度
| 各話  | 放送日        | サブタイトル | 脚本     |
| ----- | ------------- | ------------ | -------- |
| 第1話 | 2010年3月22日 | 兄が生まれる | 直川隆久 |
| 第2話 | 2010年3月23日 | ある夜のこと | 佐藤朝子 |
| 第3話 | 2010年3月24日 | 幸せな家族   | 中治信博 |
| 第4話 | 2010年3月25日 | バトンタッチ | 鈴木契   |
| 第5話 | 2010年3月26日 | 忘れ物       | 田中真輝 |

### 2011年度
| 各話   | 放送日        | サブタイトル                 | 脚本     | 演出             |
| ------ | ------------- | ---------------------------- | -------- | ---------------- |
| 第一話 | 2011年5月17日 | いっぽいっぽ                 | 谷村槙子 | 田久保あゆみ     |
| 第二話 | 5月18日       | 交差点                       | 廣瀬泰三 | 原啓一郎         |
| 第三話 | 5月19日       | 実家に帰らせていただきます。 | 正樂地咲 | 村上智           |
| 第四話 | 5月20日       | これから                     | 見市沖   | 大岡俊彦（監督） |
| 第五話 | 5月21日       | 一巻の終わり                 | 田中泰延 | 早川伸明（監督） |

### 2012年度
| 各話  | 放送日        | サブタイトル  | 脚本     |
| ----- | ------------- | ------------- | -------- |
| 第1話 | 2012年3月26日 | 庭付きの家    | 中治信博 |
| 第2話 | 2012年3月27日 | かえるのうた  | 田中真輝 |
| 第3話 | 2012年3月28日 | LOVESONG      | 佐藤朝子 |
| 第4話 | 2012年3月29日 | まんがまま    | 直川隆久 |
| 第5話 | 2012年3月30日 | 酔った勢いで… | 中尾孝年 |

## スタッフ
- プロデューサー：板井昭浩、岸本拓磨、餅原聖
- 総合演出：中治信博

## 主題歌
- 2008年度：aiko「シアワセ」
- 2009年度：GARNET CROW「Nora」
- 2010年度：Chicago Poodle「キズナ」
- 2011年度：Chicago Poodle「桜色」
- 2012年度：grram「心の指すほうへ」